# Upper Arlington
Upper Arlington – miasto w Stanach Zjednoczonych, centralnej części stanu Ohio.
Liczba mieszkańców w 2000 roku wynosiła 33 686.